# 地質樓
地質樓位於重慶市北碚區朝陽街道文星灣42號，中國西部科學院舊址內，建成於1939年春，一樓一底，磚木結構，硬山頂，小青瓦屋面，牆 體為青磚勾縫，該建築面闊9間，進深3間，通面闊寬31.7米，進深為1l公尺，占地面積360平方公尺。原為1938年抗戰時期內遷北碚的經濟部地質調查所 (1938年1月開始使用此名，1941年夏更名為經濟部中央地質調查所辦公樓)，現為重慶自然博物館辦公樓。2000年9月7日列為第一批重慶市文物保護單位。2006年5月25日作为中国西部科学院旧址的一部分公布为第六批全国重点文物保护单位。